# Clapham Junction (Metropolitano de Londres)
A estação de Clapham Junction é uma estação que pertence ao sistema de metropolitano da Cidade de Londres.